# ウィリアム・ボクソール
ウィリアム・ボクソール（Sir William Boxall RA、1800年6月29日 – 1879年12月6日）はイギリスの画家である。1866年から8年間、ロンドンのナショナル・ギャラリーの館長を務めた。

## 略歴
オックスフォードで生まれた。オックスフォードの伝統ある寄宿学校(現在のAbingdon School)を卒業した後、1819年にロイヤル・アカデミー・オブ・アーツの美術学校に入学した。
1827年から1845年の間、何度もイタリアを訪れ、イタリアの巨匠たちの作品を研究した。始め歴史画の画家となることを望んでいたが、肖像画家としての活動が主となった。友人で詩人のウィリアム・ワーズワースや彫刻家のジョン・ギブソン、画家のエドウィン・ランドシーアらの肖像画を描いた。
1851年にロイヤルアカデミーの準会員に選ばれ、1863年に正会員になった。
1865年にロンドンのナショナル・ギャラリーの館長、チャールズ・ロック・イーストレイクが亡くなると、1866年に館長を引き継いだ。1867年にサーの称号を許された。
ナショナル・ギャラリーの館長を8年間務め、その間、建築家、エドワード・ミドルトン・バリー(Edward Middleton Barry)による、美術館の拡張工事を監督し、1869年にはロバート・ピール卿のフランドルやオランダ絵画のコレクションを購入する交渉に成功し、オランダ黄金時代の絵画のコレクション充実は、ナショナル・ギャラリーの特長の一つとなった。ナショナル・ギャラリーが所有するミケランジェロ・ブオナローティの作品はボクソールが館長の時代に購入された。1867年に『キリストの埋葬』が購入され、1870年に『マンチェスターの聖母』が購入された。

## 作品

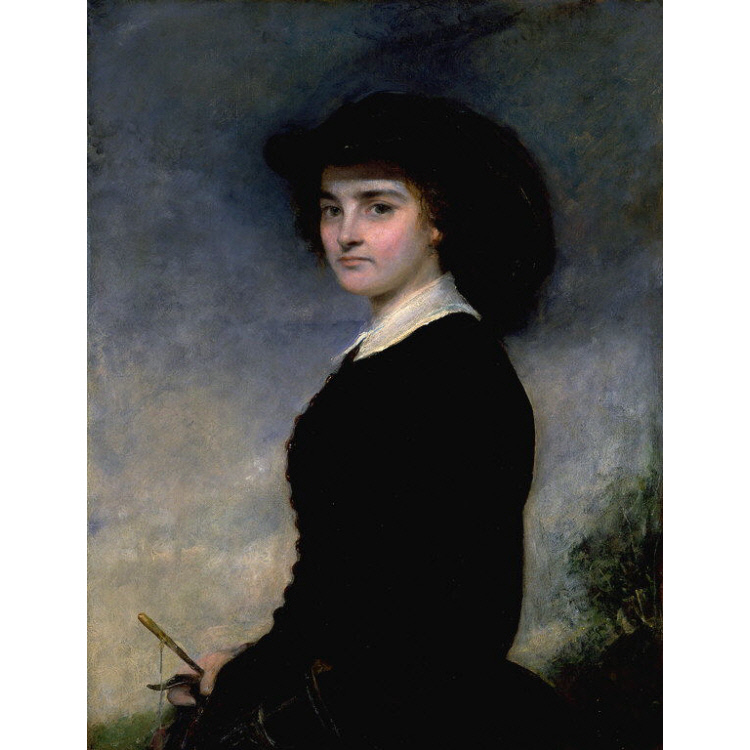
ハリエット・ホズマー - 彫刻家
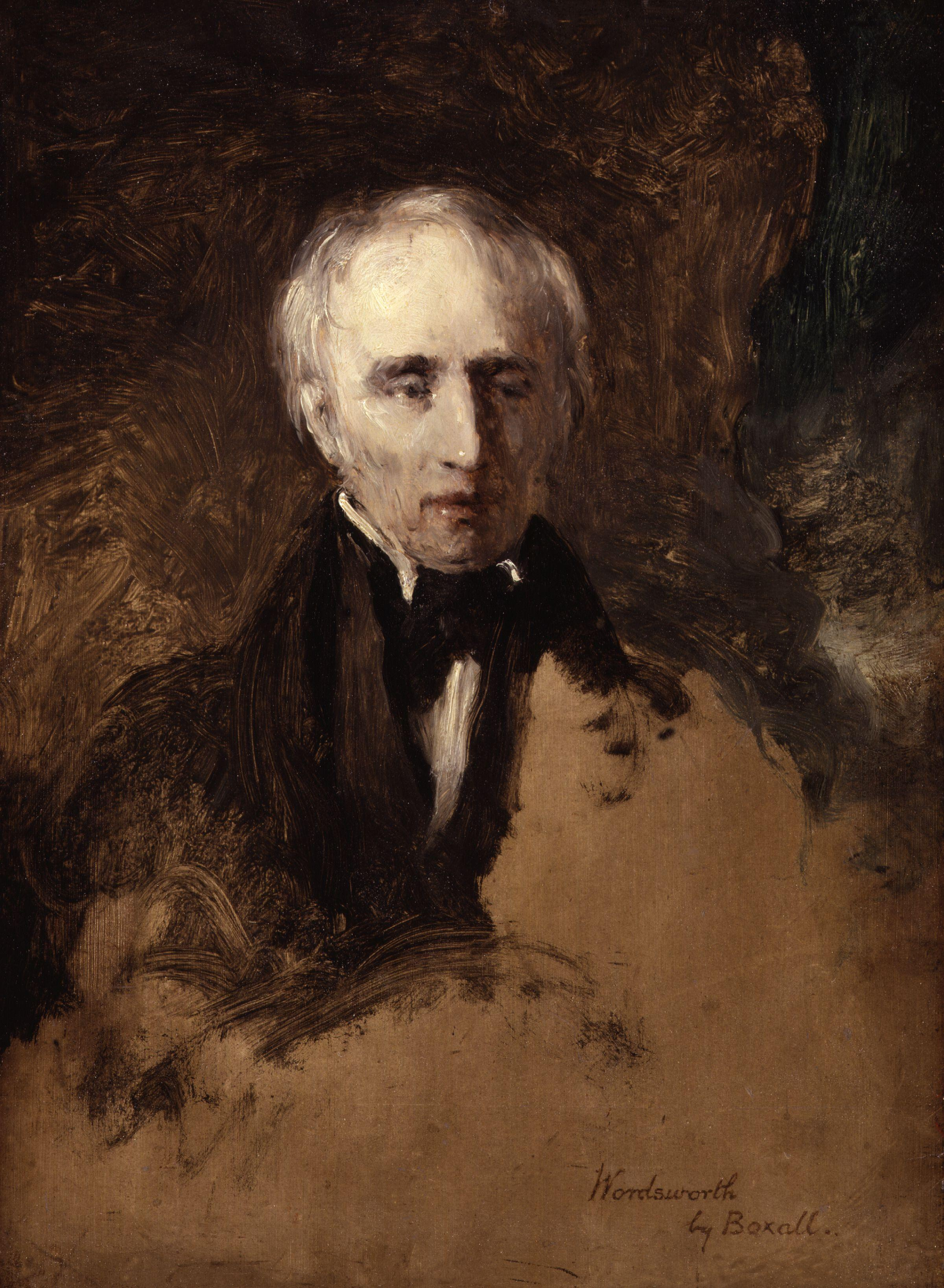
ウィリアム・ワーズワース
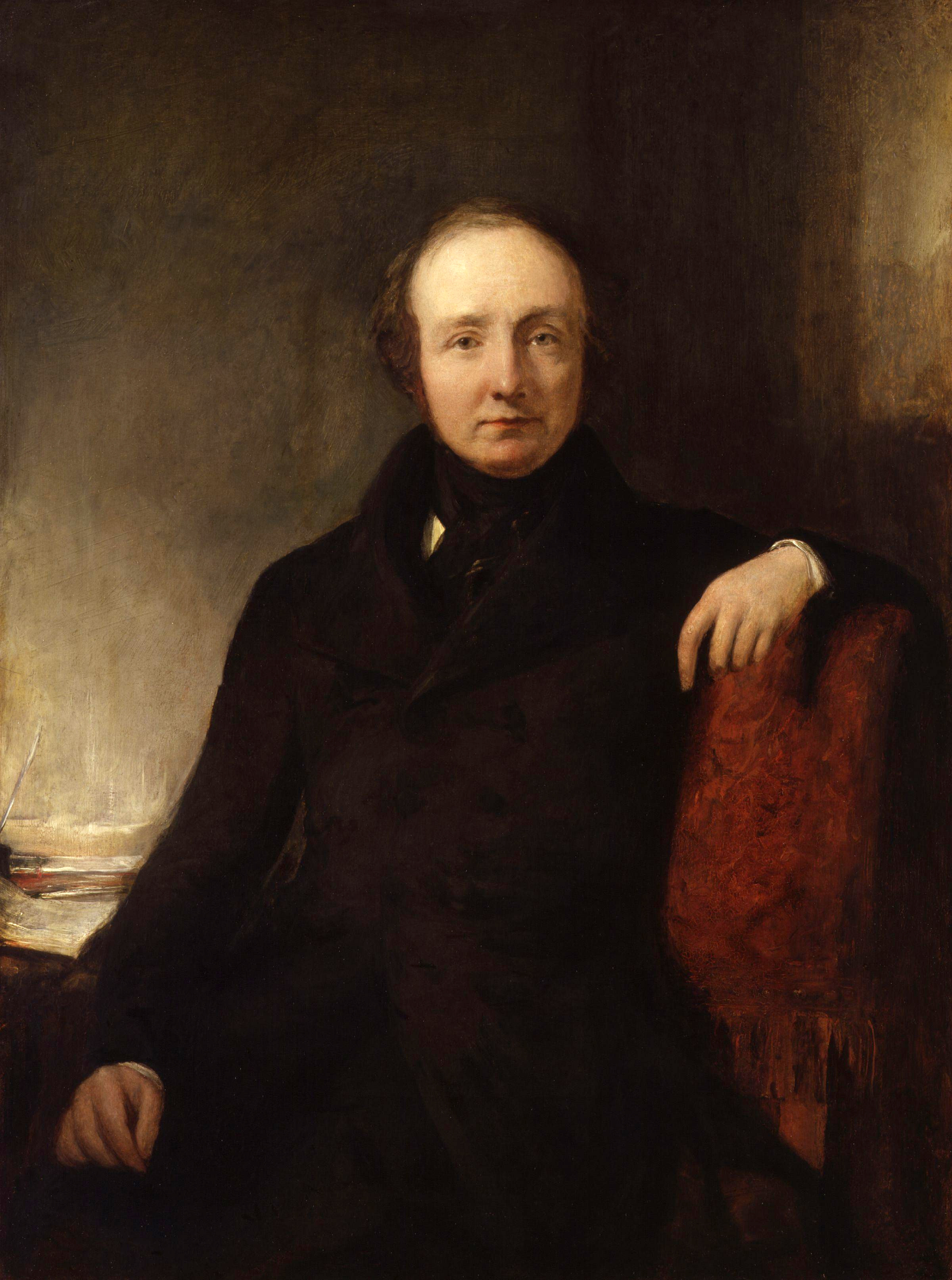
ルイス・キュービット - エンジニア
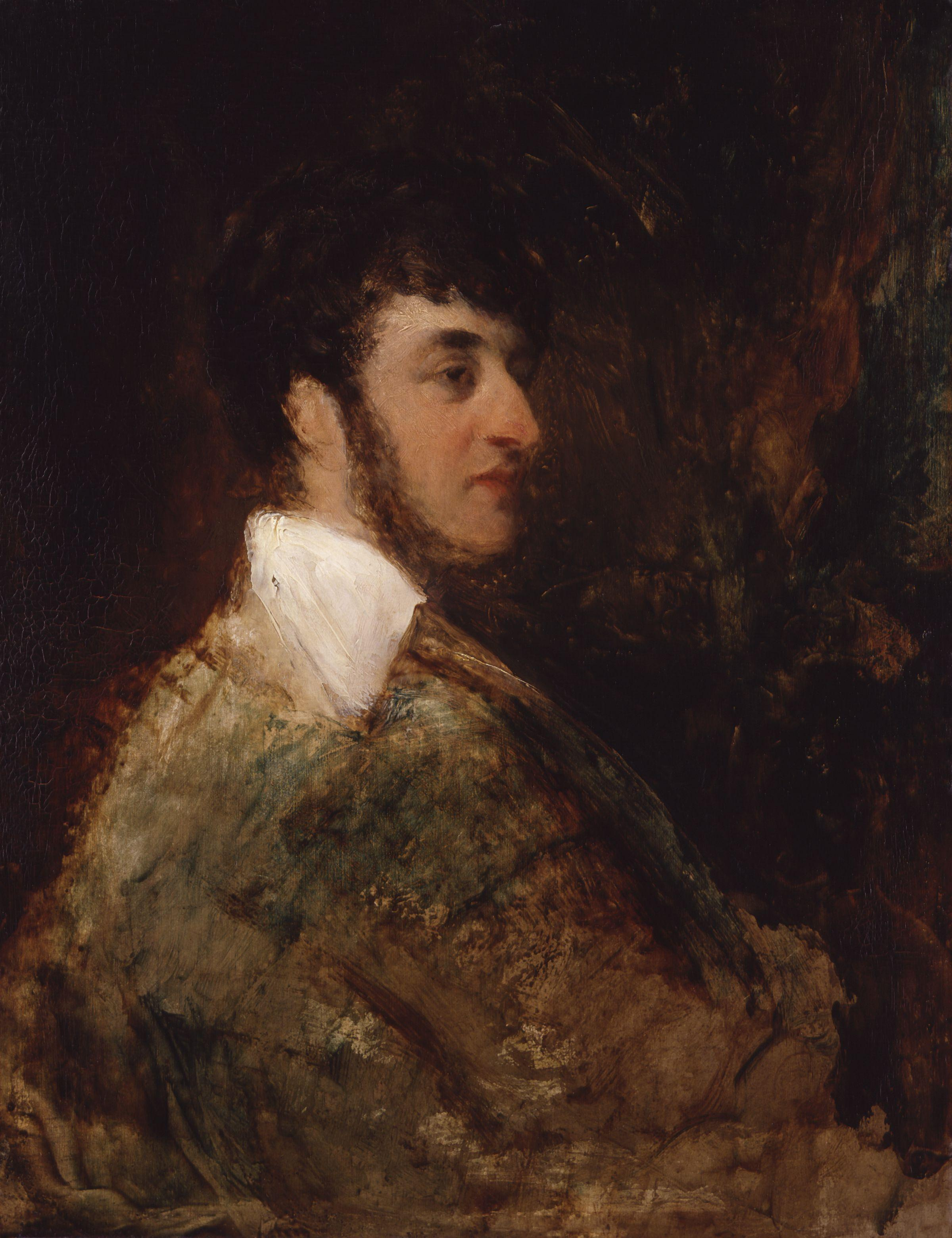
ジョン・フレデリック・ルイス - 画家